# لا ورگن (تنسی)
لا ورگن(به انگلیسی: La Vergne) شهری در ایالت تنسی کشور ایالات متحده آمریکا است که جمعیت آن در سرشماری سال ۲۰۱۰ میلادی، ۳۲٬۵۸۸ نفر بوده‌است.